# Participação da Polônia na invasão do Iraque em 2003

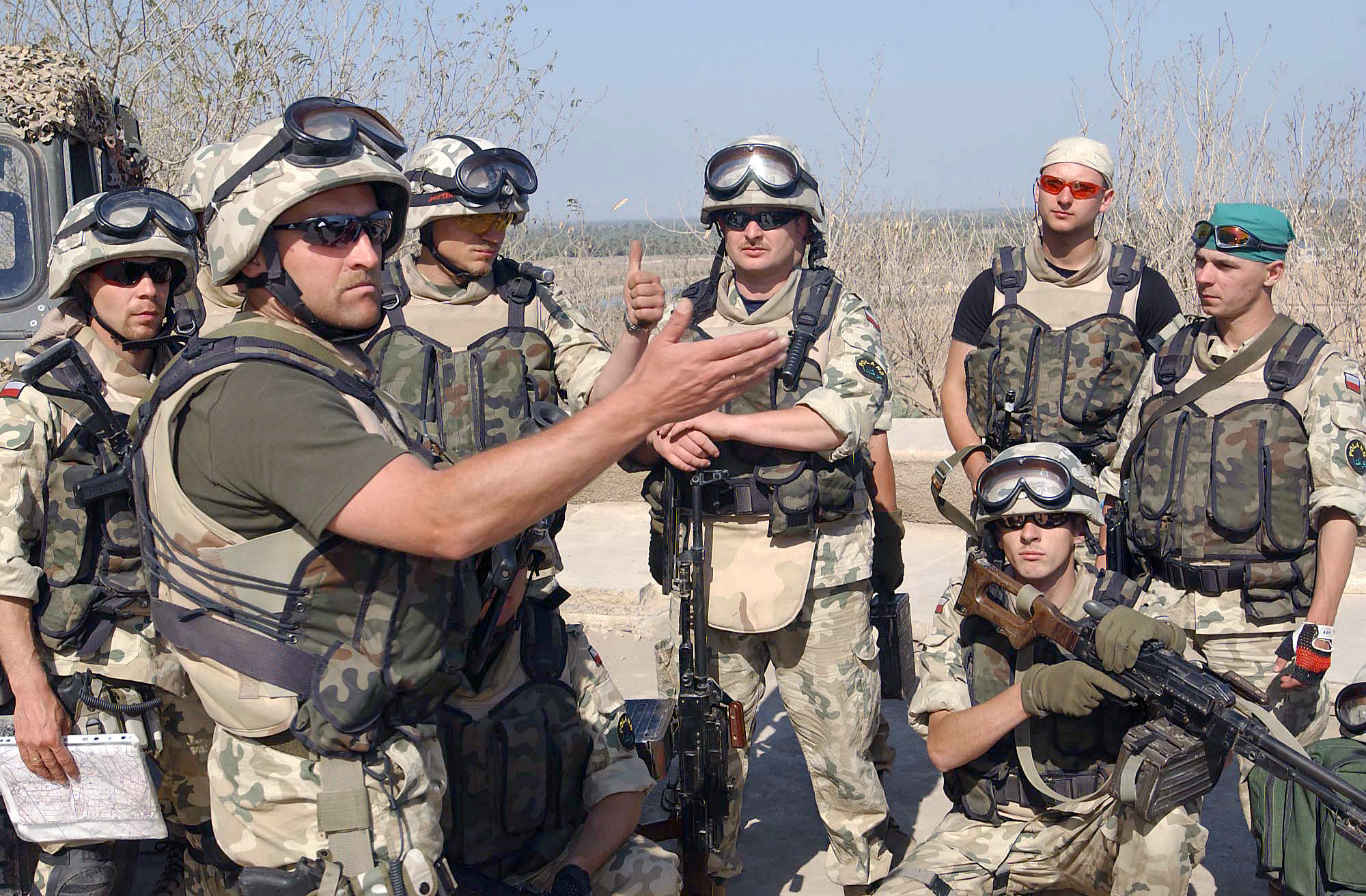
Um líder de patrulha de soldados do Exército polonês analisa sua equipe depois de concluir uma patrulha à tarde em torno do campo de Babilônia, no Iraque.

A participação da Polônia na invasão do Iraque em 2003 foi anunciada em 17 de março de 2003, quando o então presidente polonês Aleksander Kwaśniewski anunciou que a Polônia enviaria cerca de 2.000 soldados ao Golfo Pérsico. Soldados poloneses estavam presentes na região desde julho de 2002 e o combate foi confirmado pela primeira vez em 24 de março. Estes formaram a quarta das maiores contribuições militares às forças armadas contra o Iraque (com os Estados Unidos, o Reino Unido e a Austrália ). 

## Forças comprometidas
O contingente polonês original continha: 
- 70 soldados da unidade JW Grom SOF, já enviados para a região, antes de março de 2003. A eles se juntaram outros 56 homens, pouco antes da invasão.
- O navio de apoio logístico ORP Kontradmirał Xawery Czernicki,que serviu de base para operações especiais, incluiu mais de 50 tripulantes e a unidade SOF da marinha JW Formoza .
- 74 profissionais de contaminação química do 4 Brodnicki Pułk Chemiczny (4º Regimento de Guerra Química da Brodnica).
- Outro contingente de contaminação química de 53 homens estava pronto para ser enviado à Turquia, mas devido à rápida vitória, ele foi parado um dia antes da partida.

Em abril de 2005, a Polônia tinha 2.500 soldados destacados no Iraque e também comandava várias outras tropas da coalizão na Divisão Multinacional Centro-Sul, liderada pela Polônia. 

## Operações pelas forças polonesas

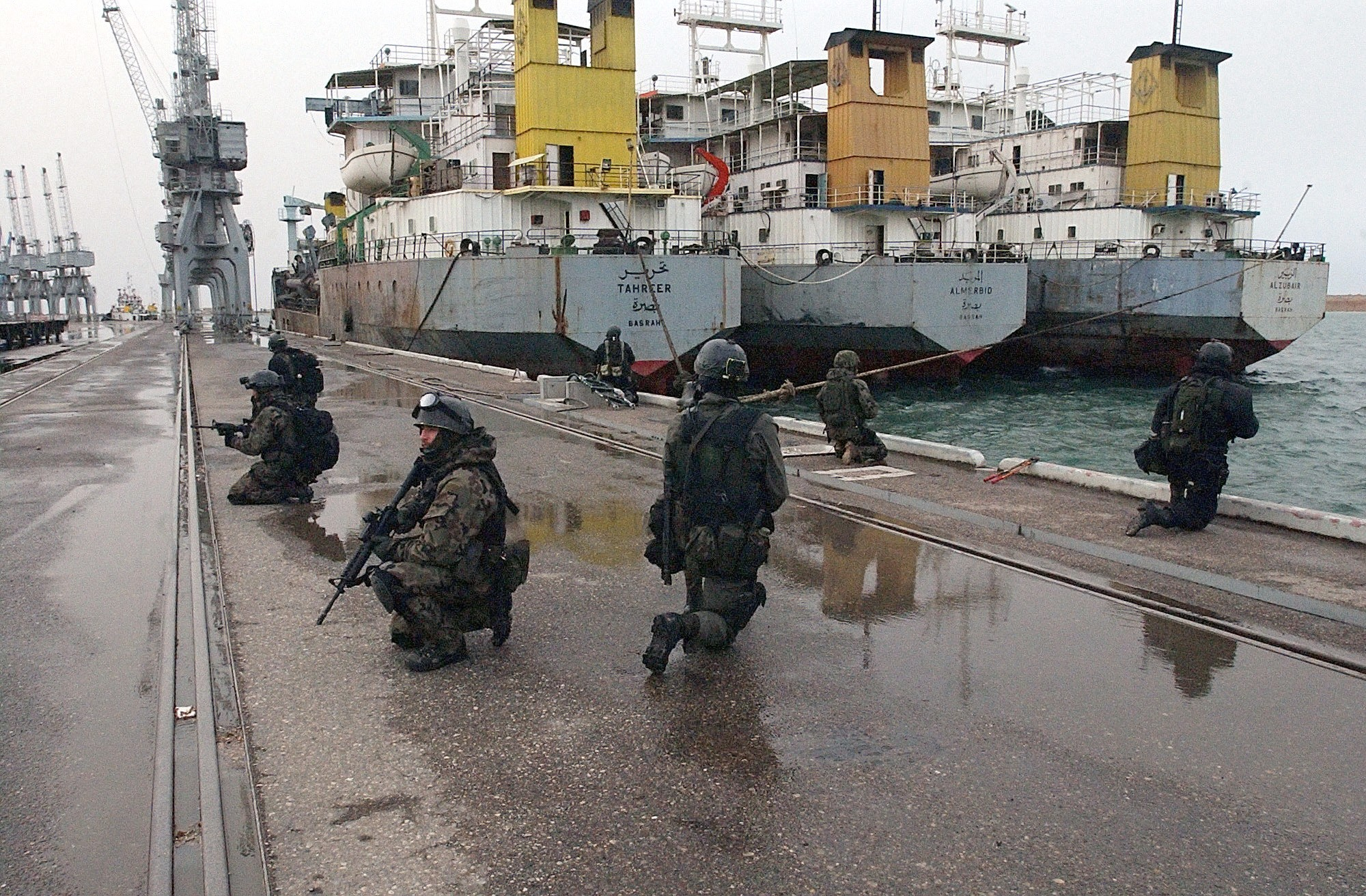
Comandos do JW Grom em Umm Qasr, 28 de março de 2003.

Comandos poloneses participaram de operações de segurança nas plataformas petrolíferas iraquianas. Temendo uma repetição da destruição dos poços de petróleo iraquianos na Guerra do Golfo por Saddam Hussein, esta operação teve como objetivo impedir atos semelhantes que levassem à poluição da região e à perda de infraestrutura.
As forças especiais polonesas realizaram a operação de garantir a segurança do porto de Umm Qasr. 

## Relações internacionais
Em 2003, surgiram controvérsias entre a Polônia e a França, quando as forças polonesas encontraram mísseis terra-ar franceses da Roland, que oficiais poloneses alegaram ter sido fabricados em 2003. A França apontou que os últimos mísseis Roland foram fabricados no início dos anos 90 e, portanto, a data de fabricação foi um erro (provavelmente era a data de validade indicada) e afirmou que nunca havia vendido armas ao Iraque, o que seria uma violação do embargo imposto ao país durante a Guerra do Golfo. As investigações das autoridades polonesas chegaram à conclusão de que os responsáveis pelo escândalo eram comandantes de baixo nível; Wojskowe Służby Informacyjne, o serviço de inteligência do Exército polonês, não havia verificado suas reivindicações antes de serem vazadas para a imprensa.     
O ministro das Relações Exteriores da Polônia, Włodzimierz Cimoszewicz, declarou em julho de 2003: "Nunca ocultamos nosso desejo de que as empresas petrolíferas polonesas finalmente tenham acesso a fontes de commodities" e foi criticado por muitos colegas políticos e pela opinião popular polonesa. . 